# Hva vil folk si
Hva vil folk si (Engels: What Will People Say) is een Noors-Duits-Zweedse film uit 2017, geschreven en geregisseerd door Iram Haq.

## Verhaal
Nisha is een 16-jarig meisje van Pakistaanse afkomst dat in Noorwegen woont. Thuis toont ze zich de perfecte dochter maar buitenshuis gedraagt ze zich met haar Noorse vrienden als een gewone Westerse tiener. Wanneer ze betrapt wordt door haar vader met een Noorse vriend in haar slaapkamer wordt ze om een voorbeeld te stellen, door haar ouders ontvoerd naar Pakistan waar ze bij haar tante en nonkel moet verblijven. Ze is gedwongen zich aan te passen aan de voor haar onbekende cultuur van haar ouders.

## Rolverdeling
| Acteur                | Personage |
| --------------------- | --------- |
| Maria Mozhdah         | Nisha     |
| Adil Hussain          | Mirza     |
| Ekavali Khanna        | Najma     |
| Rohit Saraf           | Amir      |
| Ali Arfan             | Asif      |
| Sheeba Chaddha        | Tante     |
| Jannat Zubair Rahmani | Salima    |
| Lalit Parimoo         | Nonkel    |

## Release en ontvangst
Hva vil folk si ging op 9 september 2017 in première op het internationaal filmfestival van Toronto. De film kreeg overwegend positieve kritieken van de filmcritici met een score van 75% op Rotten Tomatoes, gebaseerd op 12 beoordelingen.